# Boa Esperança (Sao Tomé-et-Principe)
Pour les articles homonymes, voir Boa Esperança.
Boa Esperança est une localité de Sao Tomé-et-Principe située au nord de l'île de Sao Tomé, dans le district de Lobata. C'est une ancienne roça.

## Population
Lors du recensement de 2012, 97 habitants y ont été dénombrés.

## Roça
La casa principal (maison de maître) est située un peu à l'écart des autres constructions.
Photographies et croquis réalisés en 2014 mettent en évidence la disposition des bâtiments, leurs dimensions et leur état à cette date.